# Het is
Het is is het tweede album van de Nederlandse zangeres Eefje de Visser. 
Het is verbleef 9 weken in de Album top 100 en piekte op een 3e positie. Het album deed zijn intrede in deze hitparade op 30 augustus 2013.

## Nummers
Alle teksten en muziek zijn geschreven door Eefje de Visser.
| Nr. | Titel        | Duur |
| --- | ------------ | ---- |
| 1.  | Ongeveer     | 4:42 |
| 2.  | Uit de lucht | 3:47 |
| 3.  | De bedoeling | 3:16 |
| 4.  | Nee joh      | 3:48 |
| 5.  | Lise         | 3:17 |
| 6.  | Er is        | 3:16 |
| 7.  | Alles doen   | 2:39 |
| 8.  | In het echt  | 2:37 |
| 9.  | Sneller      | 3:07 |
| 10. | En           | 4:35 |
| 11. | Nu af aan    | 2:45 |
| 12. | Schip        | 4:29 |